# Haydée Alba
Haydée Alba (Buenos Aires, 9 de mayo de 1952 - Buenos Aires, 4 de diciembre de 2022) fue una cantante de tango de argentina, que ha realizado una carrera en América Latina y Europa, pero especialmente en Francia.

## Biografía
Haydée Alba nació en Buenos Aires en el antiguo barrio de San Telmo. Comenzó a estudiar canto clásico desde niña y también se dedicó al teatro y a la música popular. A finales de la década de 1970, viajó por Argentina para estudiar el folclore del país. Estudio la historia del tango junto con José Gobello, Roberto Selles y Héctor Negro; al mismo tiempo que fue construyendo un repertorio con compositores de la talla de León Benarós, Virgilio y Homero Expósito. 
Su carrera como cantante comenzó en Buenos Aires, donde también condujo un programa musical en una radio nacional. Posteriormente viajó a París, donde comenzó una carrera que la llevó a Inglaterra, Alemania, Finlandia, Suecia, España, Italia, Polonia, Suiza y Canadá.
Grabó su primer disco en Francia en 1990, para el sello Ocora de Radio-France, en el que interpretó 19 títulos de tango, acompañada por José Libertella, Osvaldo Berlinghieri y Kicho Díaz. También actuó en el Centro Pompidou en una adaptación musical de los poemas de Jorge Luis Borges. Interpretó el papel de la madre en la obra Mortadela de Alfredo Arias, que ganó el premio Molière al mejor musical en 1993, luego el de Marguerite en Fausto Argentino, en 1995. Además cantó algunos textos de Jorge Luis Borges con música de Astor Piazzolla.
Fue la primera artista de música popular invitada a cantar en la Ópera de la Bastilla, donde realizó diez conciertos en diciembre de 1999. En cuanto al tango, logró reintroducir el organillo, cantando a veces sólo acompañada por este instrumento.
Falleció en Buenos Aires el 4 de diciembre de 2022.